# Saint-Mitre-les-Remparts
Saint-Mitre-les-Remparts (okzitanisch Sant Mitre dei Barris) ist eine französische Gemeinde mit 5996 Einwohnern (Stand 1. Januar 2022) im Département Bouches-du-Rhône in der Region Provence-Alpes-Côte d’Azur.

## Geografie
Die Gemeinde liegt 46 Kilometer nordwestlich von Marseille. Sie befindet sich zwischen dem acht Kilometer entfernten Istres und dem sieben Kilometer entfernten Martigues.

## Kultur und Geschichte
In der Nähe von Saint-Mitre befindet sich die Ausgrabungsstätte Oppidum de Saint-Blaise, wobei es sich um die Überreste verschiedener Siedlungen handelt, von denen die älteste sich vor rund viertausend Jahren bildete. Diese blieb über einen längeren Zeitraum bestehen und diente der antiken Stadt Massalia in den Jahrhunderten vor Christi Geburt als Handelsstützpunkt, der die Hafenmetropole mit dem Landesinneren verband. Aus dieser Phase stammen die griechischen Festungsanlagen, die bis heute weitgehend erhalten geblieben sind; der damalige Name der Anlage ist allerdings unbekannt. Wahrscheinlich handelt es sich um einen Teil der Stadt Mastramela, die im Jahr 48 vor Christus auf Befehl Julius Caesars weitgehend zerstört wurde. Als Neugründung entstand an gleicher Stelle eine Siedlung namens Ugium, die später christianisiert wurde, zwei Kirchen erhielt und bis ins Mittelalter hinein fortbestand; aus dieser Zeit sind vor allem Grabfelder erhalten geblieben. Anschließend entstand der Ort Castelveyre, nach dessen Zerstörung im Jahr 1390 der heutige Ort Saint-Mitre an anderer Stelle gegründet wurde.
Die Bewohner flüchteten in die Neugründung, die zuvor ein Beobachtungsposten gewesen war und verliehen ihr eine Bedeutung, die wenig später zur ersten historischen Erwähnung führte. Im frühen 15. Jahrhundert entstand die Stadtbefestigung, die bis heute erhalten geblieben ist. Vor allem durch den Handel mit Olivenöl, Salz und Zinnober wurde die Stadt reich. Dadurch wuchs die Bevölkerung im 17. Jahrhundert stark an und neue Ortsteile entstanden, doch ein harter Winter 1709 und eine Pestwelle 1720 leiteten den zeitweisen Niedergang des Ortes ein. Erst ab etwa 1960 erholte sich der Ort, was vor allem durch die Nähe zum Industriegebiet von Fos-sur-Mer bedingt war. Das heute verwendete Wappen des Ortes entstand vermutlich im 16. Jahrhundert.

### Sehenswürdigkeiten
- Verteidigungsmauern
- Windmühle aus dem 17. Jahrhundert
- Kirche aus dem 17. Jahrhundert

## Bevölkerungsentwicklung
| Jahr                       | 1962 | 1968 | 1975 | 1982 | 1990 | 1999 | 2008 | 2016 | 2021 |
| Einwohner                  | 1029 | 1411 | 3327 | 4297 | 5139 | 5458 | 5372 | 5875 | 5816 |
| Quellen: Cassini und INSEE |      |      |      |      |      |      |      |      |      |